# Trigonia nivea
Trigonia nivea là một loài thực vật có hoa trong họ Trigoniaceae. Loài này được Cambess. miêu tả khoa học đầu tiên năm 1829.